# Инвазионный вид

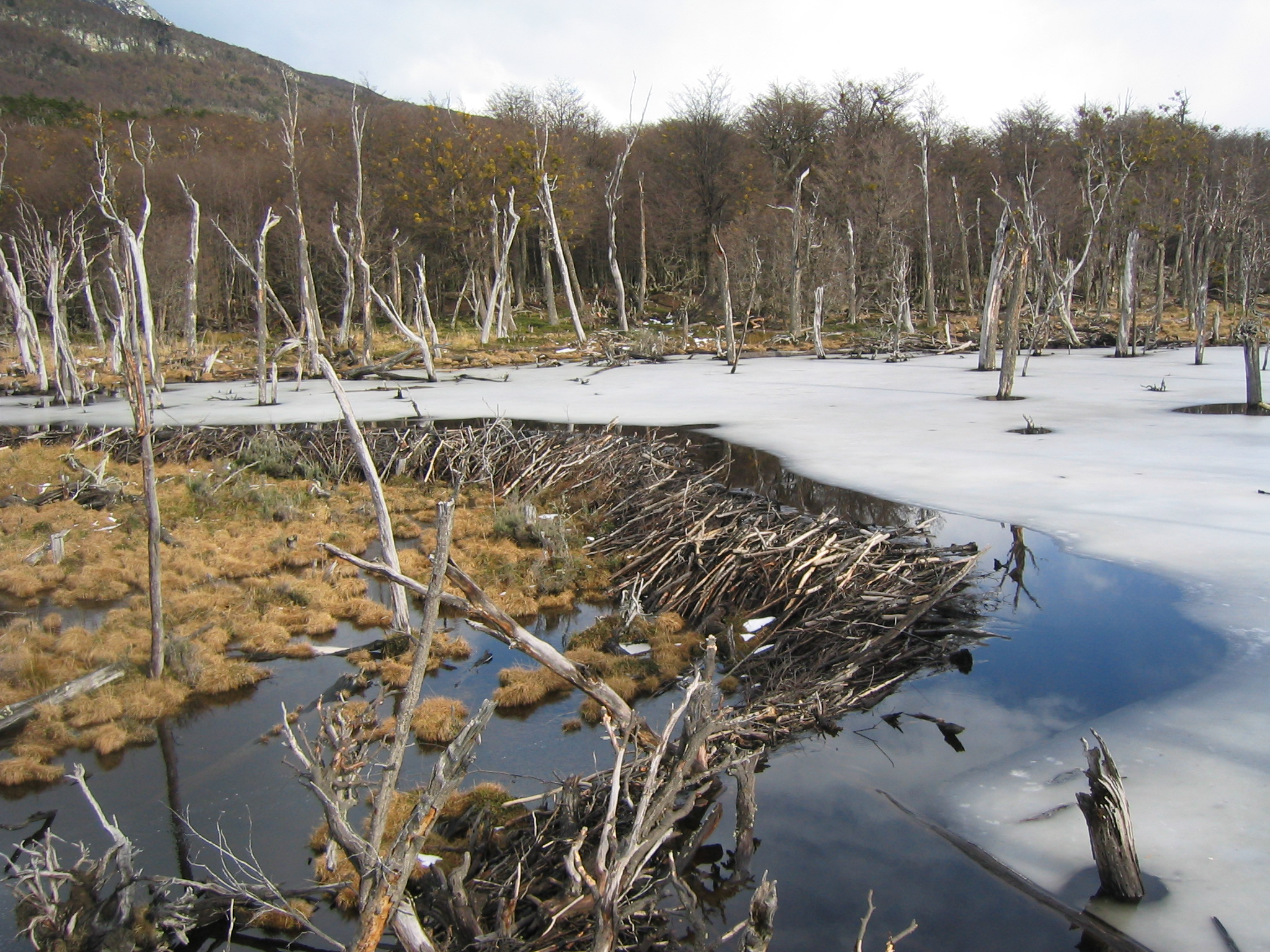
Бобры, интродуцированные из Северной Америки, оказывают существенное влияние на ландшафт и экологию Огненной Земли в результате строительства ими плотин

Инвазио́нный вид, или инвази́вный вид (от лат. invasio — «нашествие, нападение, набег; насилие; насильственный захват»), — биологический вид, распространение которого угрожает биологическому многообразию. Типичная первоначальная причина распространения инвазионных видов — задуманная или непреднамеренная интродукция организмов за пределы мест их естественного обитания.
В русскоязычной литературе термин «инвазионный» не всегда представляет собой синоним термина «неаборигенный» или «чужеродный». В большинстве случаев «инвазионным» принято называть вид, который попал в новые биотопы путём самостоятельного расселения как после предшествующей его интродукции, так и без таковой, то есть это вид, который демонстрирует инвазию в узком смысле. Также в решении 6-й Конференции сторон конвенции по биологическому разнообразию (2002) определение «инвазионный» применимо лишь к таким чужеродным видам, чья интродукция и/или распространение угрожает собой биологическому разнообразию (местным видам, местам обитания или экосистемам).

## Общая характеристика
Инвазии неаборигенных видов организмов — одна из крупнейших экологических проблем современности, которая остро стоит в связи с активными процессами биотической глобализации. Инвазии растений и животных представляют значительную угрозу для биологического разнообразия, сельского и лесного хозяйств и т. п. По оценке Конвенции по биологическому разнообразию (Convention on Biological Diversity, CBD) инвазия неаборигенных организмов является второй по значению угрозой для биоразнообразия на мировом уровне (после непосредственного уничтожения местообитаний).
В конце XX века негативное влияние инвазионных организмов на флору, фауну и даже на общество настолько усилилось, что приобрело глобальный характер и привлекло внимание государственных и международных институтов — его обсуждения проводятся на международных форумах, посвящённых сохранению биологического разнообразия, в том числе на конференции ООН по проблемам устойчивого развития (Рио-де-Жанейро, 1992) и конференции ООН по проблеме неаборигенных видов (Трондхейм, 1996), многочисленных специальных научных форумах по проблемам инвазионных организмов.

## Причины инвазий
Существуют многочисленные естественные и антропогенные причины, которые способствуют расселению чужеродных видов. Пути проникновения одного и того же вида в экосистемы разных регионов могут быть различными. В широком смысле к причинам инвазий относят:
- миграция и вселение видов в результате естественного расширения ареала по типу диффузии
- квазиестественные перемещения, связанные с изменениями численности и климатическими изменениями, в том числе миграции из-за экстраординарных климатических или геологических явлений
- скачкообразный тип естественного расселения некоторых видов организмов
- антропогенные изменения абиотических факторов окружающей среды, которые привели к соответствующим изменениям границ ареала
- преднамеренная интродукция и реинтродукция организмов
- случайный занос (с импортом сельскохозяйственной продукцией, с балластными водами, вместе с «полезными» интродуцентами, багажом и т. п.).

Расселение, которое осуществилось за счёт естественных причин, не связанных с развитием человеческой цивилизации, является предметом изучения биогеографии. Естественные изменения ареалов видов или областей распространения различных таксономических групп или сообществ главным образом происходят медленно. В случае успешного расширения ареалов основной стратегией видов является последовательное и постепенное заселение новых мест обитания.
Расселение, которое связано с прямой или косвенной деятельностью человека (развитием цивилизации), происходит обычно значительно быстрее (в течение одного или нескольких поколений людей) и начало происходить сравнительно недавно. Наибольшее количество известных изменений ареалов связано с последним периодом развития человеческой цивилизации. Однако существуют и относительно древние примеры, связанные с преднамеренными и сопутствующими перемещениями. Так, ещё в Древнем Египте для разведения в водоемах перевозили рыб из отдалённых мест их обитания. Вероятно, распространение целого ряда средиземноморских растений связано с их заносом из-за древних торговых контактов.

## Инвазионные животные
Гигантские потери несут сельское и лесное хозяйство от насекомых-вредителей, значительная часть которых является видами-вселенцами.

## Инвазионные растения

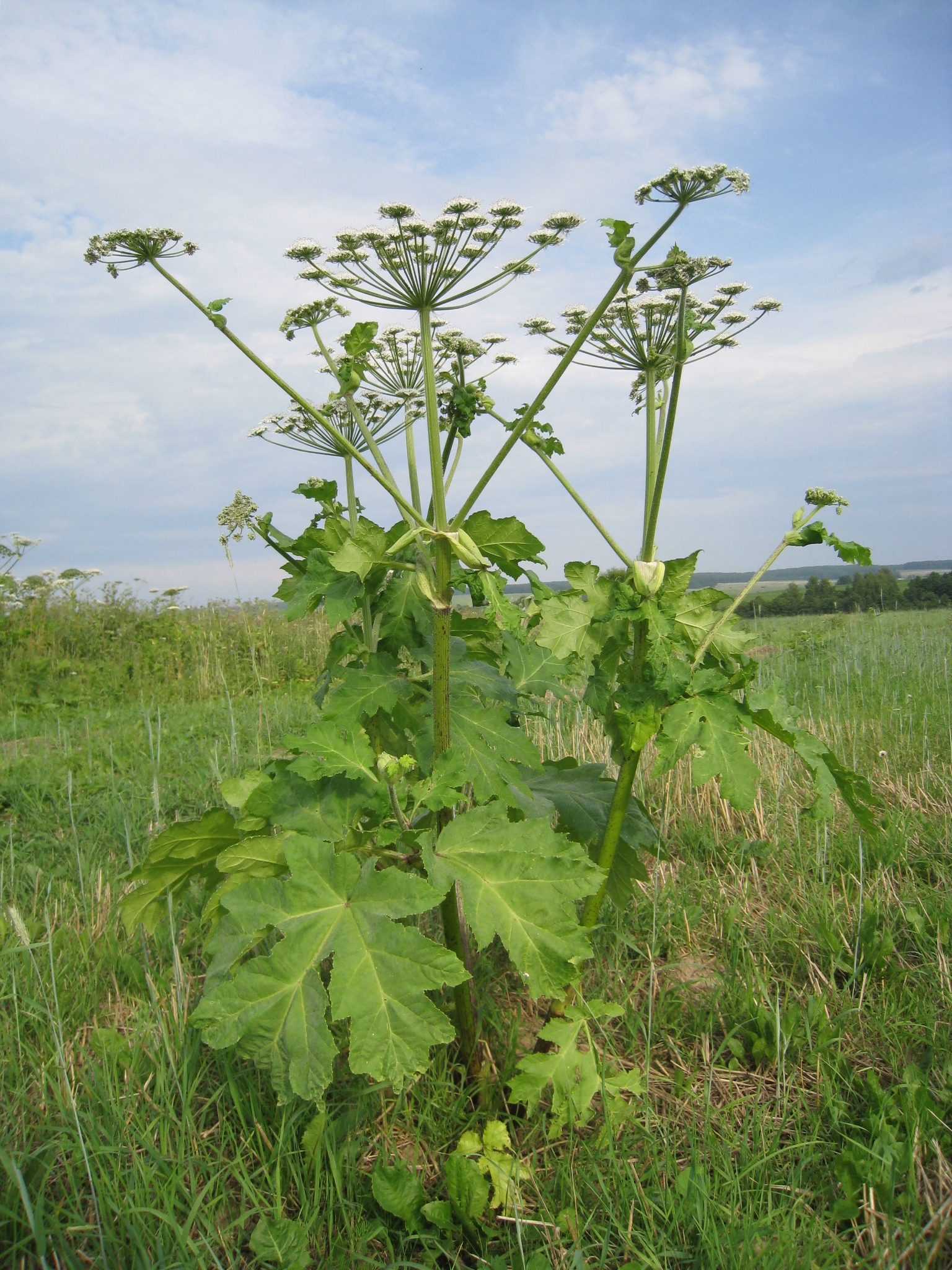
Борщевик Сосновского — инвазионный вид в Европе

В определение инвазионных видов растений нередко входит оценка вреда с экономической точки зрения. Однако существуют нейтральные или полезные заносные виды, так называемые «мягкие инвазионные виды», чей средовой или экономический вред незначителен.
В западных классификациях среди совокупности инвазионных видов (понимаемых как заносные виды, которые могут распространяться на значительные территории) выделяют «трансформеры» (англ. transformers), к которым относят виды, способные изменять экосистемы на значительной территории. Влияние трансформеров может заключаться в чрезмерном потреблении (воды, кислорода, света) или донорстве ресурсов (азот), противодействии или, наоборот, усилении эрозионных процессов почвы, аккумуляции вредных веществ и другим воздействиям.
В российской классификации понятию трансформер примерно соответствует понятие агриофит, а к инвазионным видам относят агриофиты (растения, внедрившиеся в естественные ценозы) и эпекофиты (растения, распространяющиеся по антропогенным местам обитания).

### Основные факторы инвазивной способности растений
Относительно факторов инвазивной способности растений в современных научных публикациях выделяют некоторые общие особенности инвазионных видов. В частности, указываются способность особей и популяций приспосабливаться к различным условиям среды, особенности расселения (например, зоохория), наличие активного вегетативного роста и размножения, независимость от специфических мутуалистов (симбионты, специализированные опылители и распространители семян), постоянство семенного банка, роль жизненных стратегий растений и т. п.. Также отмечается прямая корреляция между малым размером генома и инвазионной способностью растений, хотя эта закономерность проявляется далеко не всегда. Эти особенности в определённых комбинациях могут быть присущи различным видам инвазионных растений, однако ни одна из них по отдельности не объясняет всего комплекса факторов, вызывающих крупномасштабные фитоинвазии. Разработано множество различных гипотез, каждая из которых касается определённого аспекта данной проблемы, однако ни одна не является универсальной. По количеству факторов гипотезы инвазивности подразделяют на одно-, двух- и многофакторные. К факторам относятся биотические — влияние естественных врагов, мутуалистов, патогенов и конкурентов. Отдельно рассматривают абиотические факторы.
Среди основных гипотез инвазийности растений выделяют следующие группы:
- «Бегство от природных врагов» — общая суть этой гипотезы заключается в том, что многие виды адвентивных растений после занесения или натурализации на новой территории освобождаются от пресса специализированных естественных врагов (в частности, фитофагов и патогенов), которые обычно контролируют численность вида или его популяций в рамках первичного ареала. Эту гипотезу в общих чертах высказал ещё Чарльз Дарвин.
- Гипотезы эволюции инвазивности и повышенной конкурентной способности. Основывается на том, что расселение некоторых видов на синантропных фрагментах ареала и развитие их инвазий происходит вследствие быстрых генетических изменений и приобретения новых селективных преимуществ перед местными видами в новой среде.
- Гипотеза «нового оружия». Прежде всего основывается на алелопатических и других химических взаимодействиях растений: успешность определённого инвазивного процесса обусловлена новыми типами биохимического взаимодействия между видами в естественных растительных сообществах.
- Гипотезы «пустой ниши» и видового богатства предполагает способность отдельных адвентивных видов использовать ресурсы новой среды, недоступные для местных видов.

## Последствия
Неконтролируемое распространение инвазионных чужеродных видов может приводить к значительным экологическим, социальным и экономическим последствиям.
Согласно оценкам Международного банка развития, только в США инвазивные организмы приводят к сокращению объёмов производства более чем на 147 млрд долларов США в год, Индии — на 100, Бразилии — на 50, а в Южной Африке — на 7 млрд долларов США. В Китае ежегодные потери от чужеродных видов растений составляют 57,4 млрд юаней.
Оказавшись в новой среде, без обычных для них паразитов и хищников, инвазионные виды часто размножаются в больших количествах. В результате они могут подавлять или полностью вытеснять местные виды, что приводит к упрощению структуры сообщества и снижению его устойчивости к внешним воздействиям. Инвазия видов растений и животных может приводить к сокращению естественного биоразнообразия, так как новые виды могут приводить к жёсткой конкуренции для аборигенных видов либо их хищническое поведение вызывает угрозу исчезновению многих видов. Инвазивные виды могут являться переносчиками возбудителей заболеваний аборигенных видов или сами вызывать их заболевания.